# هوم سويت هوم (لعبة فيديو 2017)
هوم سويت هوم هي لعبة فيديو من نوع البقاء على قيد الحياة / الرعب / الألغاز لشخص واحد من المنظور الأول. تم تطوير اللعبة من قبل المطور التايلاندي يقدرازيل غروب. تحتوي اللعبة على عناصر الرعب المستمدة من الفولكلور التايلاندي، وهي متوفرة على أجهزة ويندوز وبلايستيشن 4، وإكس بوكس وان، وأجهزة في آر.
اللعبة تركز على بطل الرواية الرئيسي تيم عبر حلقتين. لقد تغيرت حياته بشكل كبير منذ اختفت زوجته بشكل غامض. وفي إحدى الليالي، استيقظ في مكان غير معروف. وأثناء محاولته العثور على مخرج، طارده شبح أنثى. يتعين على اللاعبين اكتشاف اللغز في منزل تيم والعثور على زوجته المفقودة جاين.

## اللعب
اللعبة تدور حول التسلل والاختباء. إذا عثرت الأشباح على اللاعب في مكان اختبائه، فإن بإمكان اللاعب القيام بحدث سريع للهروب، أو سيتم قتله بطريقة أخرى وستعود اللعبة إلى آخر نقطة حفظ. الاستكشاف مهم أيضًا، وهو مبني على حقيقة أن العديد من المناطق ليس لها مخاطر. بدلًا من ذلك، يتمثل الهدف في العثور على صفحات مذكرات أو مقالات إعلامية أو عناصر ألغاز.

## التطوير
تم تطوير هوم سويت هوم بواسطة يقدرازيل غروب، وهي شركة مؤثرات بصرية تعمل أساسًا في على إنتاج الأفلام.
هذه اللعبة هي المشروع الأول للشركة في تطوير اللعبة؛ ترأس المشروع ساروت توبلوي. استغرق تطوير اللعبة حوالي سنتين، حيث أُدخلت فيها تعديلات جوهرية متعددة.
خطط الفريق في الأصل لإنشاء لعبة للهواتف النقالة، لكنه غير خطته إلى جهاز الكمبيوتر وأعاد العمل بعد 7 إلى 8 أشهر. لقد أُجريت مراجعة أخرى في 15 شهرًا، وبعد تلقي تعليقات من ستيم غرينلايت، قاموا بمراجعة أخرى بعد إصدار عرض توضيحي في 16 نوفمبر 2016، حيث أمضوا ثلاثة أشهر إضافية في مراجعة القصة.
تم تخطيط هوم سويت هوم كسلسلة، وتمت كتابة القصة مع مراعاة العواقب المحتملة.

## الإصدار

### العرض
تم إصدار العرض التوضيحي للعبة في 16 نوفمبر 2016 حيث حصل على استجابة حماسية. اللاعب في هذه اللقطات هو بطل الرواية الذي يستيقظ فجأة في مكان غير معروف. يلتقي اللاعب بالفتاة الشبح ويحل بعض المشاكل، لكن المرحلة تنتهي عند الخروج. يحجب الجرف الطريق ثم يخيف الشبح اللاعب إلى القفز.

### لعبة كاملة الإصدار
تم إصدار اللعبة الكاملة على ستيم في 27 سبتمبر 2017 وهي توفر 4 ساعات من اللعب.

## الاستقبال
| استقبال                                                                                  |                                         |
| ---------------------------------------------------------------------------------------- | --------------------------------------- |
| مجموع النقاط المجموع نقاط ميتاكريتيك بلايستيشن 4: 66/100 [ 5 ] إكس بوكس ون: 65/100 [ 6 ] |                                         |
| مجموع النقاط                                                                             |                                         |
| المجموع                                                                                  | نقاط                                    |
| ميتاكريتيك                                                                               | بلايستيشن 4: 66/100 إكس بوكس ون: 65/100 |

جرى استقبال هوم سويت هوم بشكل إيجابي. أشاد النقاد باستخدام اللعبة للعناصر الأسطورية التايلاندية لخلق جوها المخيف. وفقًا لمراجعة IndieGames.com، «تُظهر هوم سويت هوم قدرتها على صناعة الرعب دون وضع العبء والعنف أسفل حلقك 24/7». تكتب أوليفيا وايث من «التلغراف» عن اللعبة «إنها مليئة بالقطع الموسيقية المرعبة بشكل خيالي حيث تضطر إلى التسلل والركض والاختباء من الأرواح التي تلاحقك».

## التتمة
هوم سويت هوم 2 صدرت على الكمبيوتر الشخصي في 25 سبتمبر 2019.
هوم سويت هوم: سورفايف صدرت على الكمبيوتر الشخصي في 8 فبراير 2021.

### اقتباسات
1. ↑  Humble Store (بالإنجليزية), QID:Q42328566
2. ↑  ستيم، SteamClient021, Package: 1726604483، API v020, Package: 1682723851، 12 سبتمبر 2003، QID:Q337535
3. ↑  ทรงกลด ลิมปิพัฒน์ (19 Oct 2017). "Home Sweet Home : เบื้องหลังเกมผีฝีมือคนไทยที่หลอกหลอนไกลถึงต่างประเทศ". A Day Online (بالتايلندية). Archived from the original on 2018-05-11. Retrieved 2018-05-10.
4. ↑  Higgins، Chris (20 نوفمبر 2016). "Thai horror game Home Sweet Home's demo will haunt you where you live". PCGamesN. مؤرشف من الأصل في 2018-07-03. اطلع عليه بتاريخ 2018-05-15.
5. ↑  "Home Sweet Home for PlayStation 4 Reviews". ميتاكريتيك. سي بي إس إنتراكتيف. مؤرشف من الأصل في 2020-12-19. اطلع عليه بتاريخ 2020-10-27.
6. ↑  "Home Sweet Home for Xbox One Reviews". ميتاكريتيك. سي بي إس إنتراكتيف. مؤرشف من الأصل في 2021-02-08. اطلع عليه بتاريخ 2020-10-27.
7. ↑  Couture، Julia (6 أكتوبر 2017). "Home Sweet Home Draws On Thai Myth To Send Chills Down Players' Spines". IndieGames.com. مؤرشف من الأصل في 2019-01-29. اطلع عليه بتاريخ 2018-05-10.
8. ↑  White، Olivia (30 أكتوبر 2017). "Your ultimate guide to the best horror games for this Halloween". The Telegraph. مؤرشف من الأصل في 2019-06-02. اطلع عليه بتاريخ 2018-05-15.